# C. M. Brakl
C. Moritz Brakl (um 1850/1860 – nach 1907) war ein österreichischer Theaterschauspieler, Sänger, Regisseur und Theaterleiter.

## Leben
Über Brakl, den Bruder der Schauspieler Adolf und Franz Josef Brakl, ist nicht viel bekannt. Er war am Carl-Schultze-Theater in Hamburg, am Carltheater und am Theater an der Wien in Wien, sowie am Residenztheater in Dresden, teils als Operettenbuffo, teils für komische Rollen engagiert.
1898/99 leitete er das Stadttheater Landshut, führte Oberregie und war zugleich Direktor des Sommertheaters Göggingen-Augsburg. Parallel bewarb er sich um die Leitung des Stadttheaters Klagenfurt, zu dessen Ensemble er Jahre zuvor gehört hatte.
Das Deutsche Bühnen-Jahrbuch für 1907 verzeichnet ihn als Operettenbuffo und ehemaligen Theaterdirektor und Regisseur mit Wohnsitz in der Klenzestraße 52 in München.